# عملية فونتان
عملية فونتان (بالإنجليزية: Fontan procedure)‏ أو عملية فونتان-كروتزر (بالإنجليزية: Fontan–Kreutzer procedure)‏ هي إجراء جراحي يستخدم في الأطفال ذوي القلب وحيد البطين. يتم في هذه العملية تحويل الدم الوريدي من الوريدين الأجوفين العلوي والسفلي إلى الشريانين الرئويين دون أن يمر خلال البطين الأيمن المورفولوجي، أي أن الدورتين الدمويتين الكبرى والرئوية توضعان في تتابع مع البطين الضيفي الوحيد.
كان أول من وصف هذه العملية الجراحية هما الجراحان الفرنسي فرانسوا ماري فونتان والأرجنتيني غوييرمو كروتزر، وصفها كلٌّ منهم على حدة سنة 1971، وقد وصفاها لعلاج رتق الصمام الثلاثي الشرف.

## الاستطبابات
تُستخدَم عملية فونتان لدى الأطفال الذين لديهم بطين وظيفي وحيد إما بسبب غياب صمامات القلب (مثلًا رتق الصمام ثلاثي الشرفات أو الصمام التاجي)، أو بسبب شذوذ في قدرة القلب على ضخ الدم (مثلًا متلازمة القلب الأيسر ناقص التنسج أو متلازمة القلب الأيمن ناقص التنسج)، أو بسبب مرض القلب الخلقي المعقد الذي يكون فيه الإصلاح ثنائي البطين مستحيلاً أو غير منصوح به. يقوم البطين الوحيد تقريبًا بضعف كمية العمل المتوقع منه أن يقوم بها إذ يجب عليه أن يضخ الدم إلى الجسم والرئتين. يكون المرضى عادة حديثي ولادة مصابين بالزرقة أو قصور القلب الاحتقاني. يُجرَى إكمال فونتان عادة عند المرضى بعمر 2 – 5 سنوات، لكن يمكن إجراؤه أيضًا قبل عمر السنتين.

## مضادات الاستطباب
بعد إكمال فونتان، يجب أن يتدفق الدم عبر الرئتين دون أن يضخه القلب. لذلك قد لا يتحمل الأطفال ذوو المقاومة الوعائية الرئوية العالية عملية فونتان. غالبًا ما تُجرَى قسطرة القلب للتحقق من المقاومة قبل البدء بالجراحة. يُعتبَر هذا أيضًا السبب في عدم القدرة على إجراء عملية فونتان بعد الولادة مباشرة إذ تكون المقاومة الوعائية الرئوية عالية في الرحم وتحتاج شهورًا حتى تنخفض. كما تُعتبَر عملية فونتان مضاد استطباب لدى المصابين بنقص تنسج الشريان الرئوي والمرضى المصابين بسوء وظيفة البطين الأيسر وعدم كفاية وظيفة الصمام التاجي المهمة.

## الأنماط
هناك أربعة تنوعات لعملية فونتان:
- تحويل الأذينة اليمنى إلى بطين (تقنية فونتان الأصلية).
- الوصل الأذيني الرئوي (تقنية كرويتزر الأصلية).
- الوصل الكهفي الرئوي داخل القلب (القناة الجانبية).
- الوصل الكهفي الرئوي الكلي خارج القلب.

## المقاربة
عادة ما تُجرَى العملية على مرحلتين.
المرحلة الأولى، والتي تدعى أيضًا عملية غلين ثنائية الاتجاه أو فونتان النصفية، تتضمن إعادة توجيه الدم الفقير بالأكسجين من الجزء العلوي من الجسم إلى الرئتين. أي أن الشرايين الرئوية ستُفصَل عن تزويدها الدموي (مثلًا، تحويلة تُجرَى خلال عملية نوروود أو القناة الشريانية المفتوحة...إلخ). سيفصل الوريد الأجوف العلوي –الذي يحمل الدم العائد من الجزء العلوي من الجسم- عن القلب وسيعاد توجيهه إلى الشرايين الرئوية. يبقى الوريد الأجوف السفلي –الذي يحمل الدم العائد من الجزء السفلي من الجسم- متصلًا بالقلب.
المرحلة الثانية، وتدعى أيضًا بإكمال فونتان، تتضمن إعادة توجيه الدم من الوريد الأجوف السلفي إلى الرئتين. في هذه المرحلة، يتدفق الدم الفقير بالأكسجين من الجزئين العلوي والسلفي من الجسم عبر الرئتين دون أن يضخه القلب (مدفوعًا فقط بالضغط الذي يتكوّن في الأوردة). يصحح هذا نقص الأكسجة ويترك البطين الوحيد مسؤولًا فقط عن تزويد الجسم بالدم.

## اختلاطات ما بعد الجراحة
على المدى القصير، قد يعاني الأطفال من انصباب جنبي (تجمع السوائل حول الرئتين). قد يتطلب ذلك بقاءً في المشفى لمدة أطول من أجل تفريغه بأنابيب صدرية. لتجنب هذا الخطر، يجري بعض الجراحين نوفذة (فتح نافذة جراحيًا) من الدوران الوريدي إلى الأذينة. عندما يكون الضغط في الأوردة عاليًا، قد يهرب بعض الدم الفقير بالأكسجين عبر النوفذة لتخفيف الضغط. على أي حال، يؤدي هذا إلى حدوث نقص الأكسجة، لذلك في النهاية قد نحتاج إلى غلق النوفذة من قبل أخصائي قلب تداخلي.
في مراجعة عام 2016، لخّص الدكتور جاك رايشيك –رئيس برنامج النجاة ببطين وحيد في مشفى الأطفال في فيلاديلفيا- العواقب طويلة الأمد لدوران فونتان بأنها «حالة قاسية ومترقّية من قصور القلب» مترافقة بعواقب طويلة الأمد على العديد من أجهزة الجسم. يُفترَض أن ارتفاع الضغط الوريدي المزمن وانخفاض نتاج القلب سبب الاختلاطات اللمفاوية مثل تسرب الكيلوس واعتلال الأمعاء المُضيِّع للبروتين والتهاب القصبات المُنسّج (التهاب القصبات الخانوقي) والتي قد تحدث في فترة ما بعد الجراحة بالإضافة إلى حدوثها على المدى المتوسط. نشأت مخاوف حديثًا حول حدوث أذية كبدية، لأن عملية فونتان تسبب احتقانًا ووذمة لمفاوية في هذا العضو ما يؤدي إلى حدوث تليف كبدي مترقي. نشأت بروتوكولات مسح ومعايير معالجة على ضوء هذه الاكتشافات.
عملية فونتان مُلطِّفة (تخفف الأعراض) وليست شافية، لكنها قد تؤدي في كثير من الحالات إلى نمو طبيعي أو قريب من الطبيعي وتطور وتحمل للتمارين وجودة حياة جيدة. على أي حال، في 20 – 30 % من الحالات سيحتاج المرضى في النهاية زراعة قلب، ونظرًا للعواقب طويلة الأمد لارتفاع الضغط الوريدي وأذية العضو فمن المرجح حدوث إمراضيات على المدى الطويل.